# Rita Hayworth

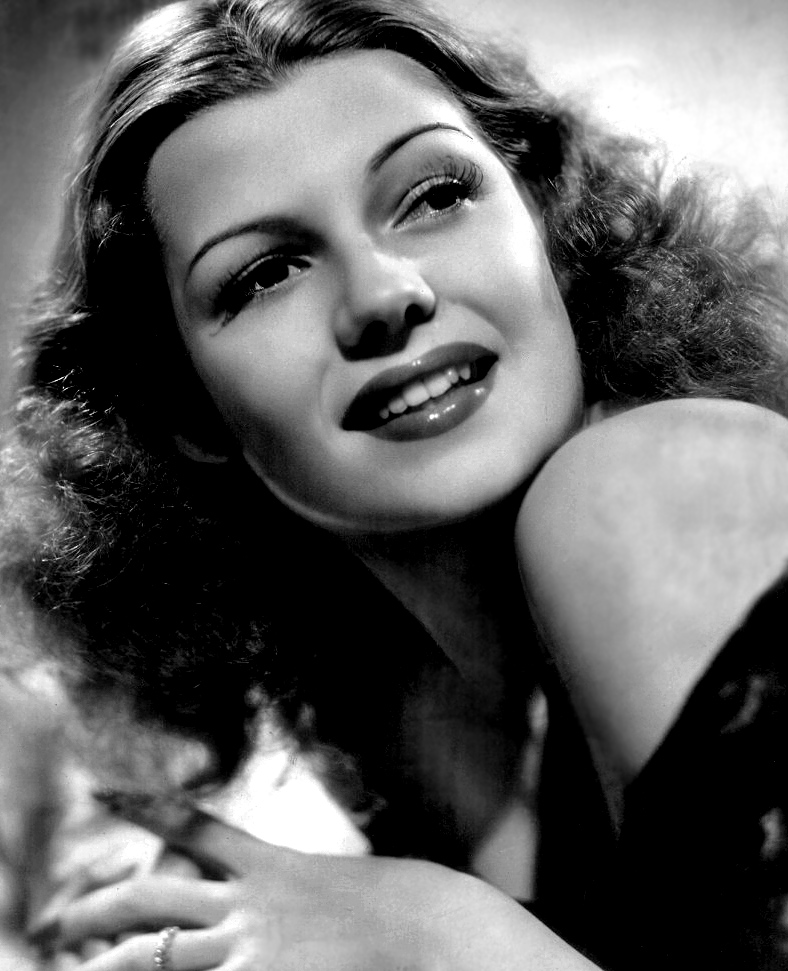
Rita Hayworth (1940)

Rita Hayworth [ɹita heɪwɜːθ] (* 17. Oktober 1918 in New York City; † 14. Mai 1987 ebenda; eigentlich Margarita Carmen Cansino) war eine US-amerikanische Schauspielerin und Tänzerin.
Als Tanzpartnerin ihres Vaters wurde Rita Hayworth 1934 für den Film entdeckt. Im Verlauf ihrer Karriere wirkte sie bis 1972 in 60 Spielfilmen mit. In den 1940er Jahren, in denen sie ihre größten Erfolge feierte, erhielt die vor allem für ihre rotgefärbte Haarpracht bekannte Schauspielerin den Beinamen „The Love Goddess“ („die Liebesgöttin“). Obwohl sie auch in einer Reihe von heiteren Filmmusicals zu sehen war, in denen sie an der Seite von Fred Astaire und Gene Kelly ihr tänzerisches Talent unter Beweis stellen konnte, war Hayworth aufgrund ihrer Schönheit und sinnlichen Ausstrahlung zumeist auf den Typ der verführerischen Femme fatale festgelegt.
Es war vor allem die Titelrolle in dem Kultfilm Gilda (1946), die ihr Image als Leinwandgöttin nachhaltig prägte. Ein Versuch, mit dem Film noir Die Lady von Shanghai (1948) mit diesem Rollenbild zu brechen, scheiterte. Später versuchte sie erneut, sich vom Image des glamourösen Filmstars zu befreien und mit Produktionen wie dem starbesetzten Filmdrama Getrennt von Tisch und Bett (1958) ins Charakterfach zu wechseln. Infolge privater und gesundheitlicher Probleme fiel es ihr jedoch mit zunehmendem Alter schwer, sich als Charakterdarstellerin zu etablieren.
In den 1970er Jahren machte sie wiederholt Schlagzeilen, als sie sich bei öffentlichen Auftritten auffällig vergesslich zeigte und merkwürdig verhielt, was seinerzeit auf übertriebenen Alkoholkonsum zurückgeführt wurde. Erst 1981 wurde bei Hayworth die damals noch wenig bekannte Alzheimer-Krankheit als eigentliche Ursache ihrer geistigen Verwirrung diagnostiziert, was der Krankheit vor allem in den Vereinigten Staaten eine größere Aufmerksamkeit verschaffte.
Bei einer Umfrage des American Film Institute aus dem Jahr 1999 wurde Hayworth auf Platz 19 der 25 größten weiblichen Filmlegenden gewählt.

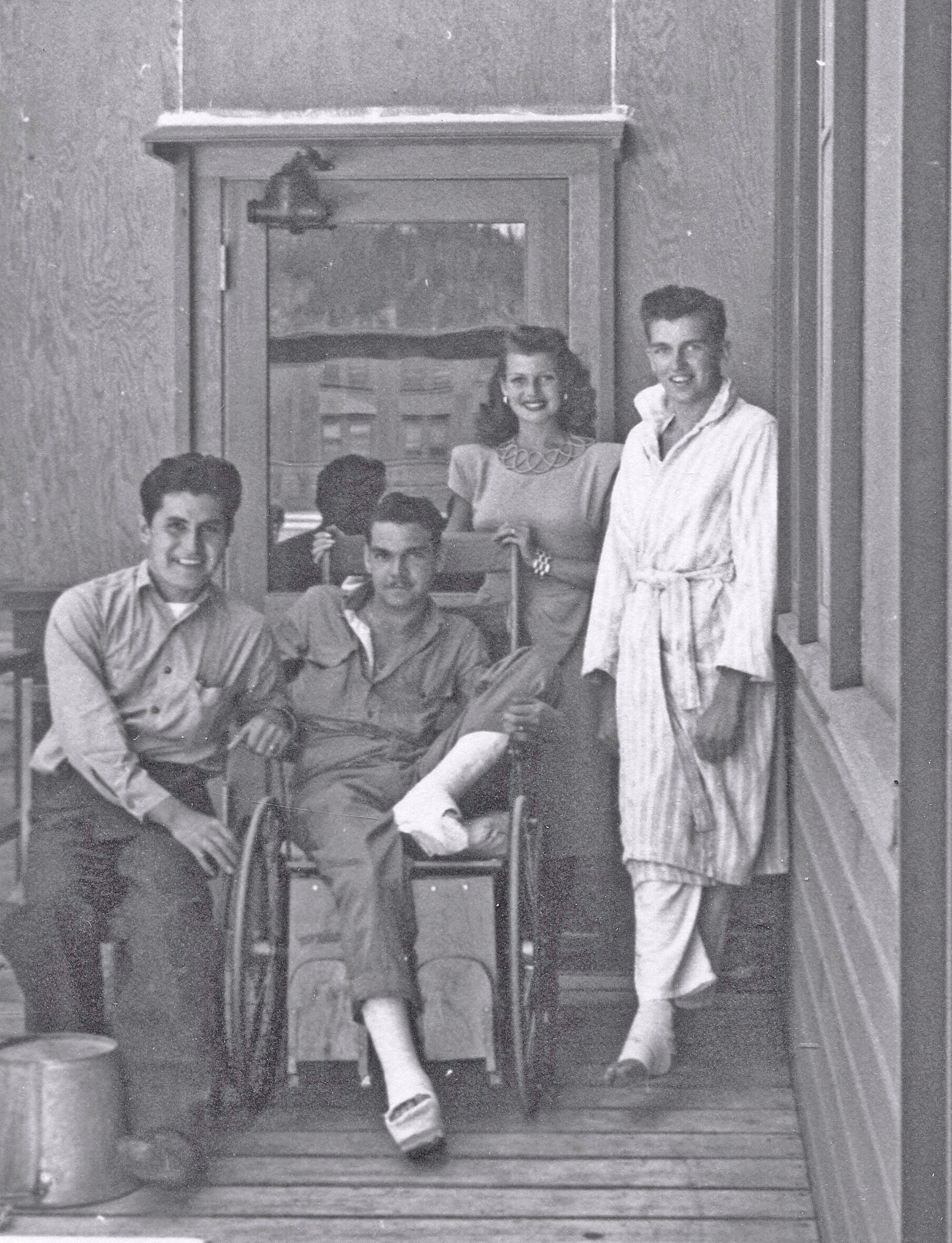
Hayworth beim Besuch von Soldaten in einem Krankenhaus (1945)

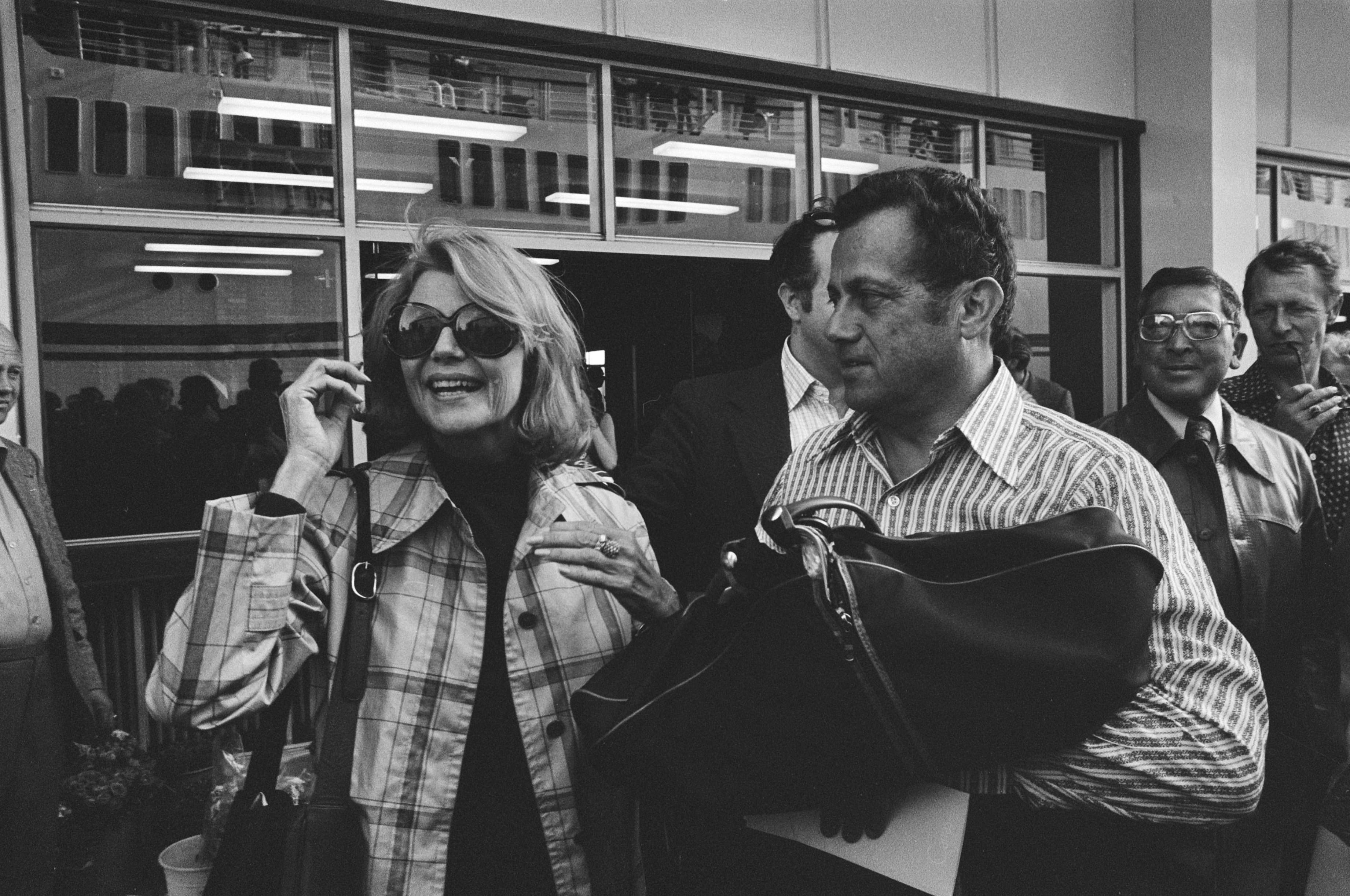
Hayworth in Amsterdam (1976)

## Leben

### Kindheit und Jugend
Hayworths Vater war der spanische Tänzer Eduardo Cansino (1895–1968), der 1913 von Sevilla in die Vereinigten Staaten ausgewandert war. Dort trat er mit seiner älteren Schwester Elisa und anderen Familienmitgliedern als „The Dancing Cansinos“ in den seinerzeit beliebten Vaudeville-Theatern auf, wo sie vor allem mit dem Flamenco für Furore sorgten. Bei einer Revue in New York lernte Eduardo 1917 seine zukünftige Ehefrau Volga Hayworth (1898–1945) kennen, die in Washington, D.C. in einer irisch-englischen Familie aufgewachsen war und sich am Broadway als Showgirl der Ziegfeld Follies versuchte. Als Eduardos und Volgas erstes Kind kam Hayworth 1918 in einem Krankenhaus an New Yorks West Side zur Welt und wurde auf den Namen Margarita Carmen Cansino getauft. Kurz nach der Geburt zog die Familie von einem in Manhattan gelegenen Hotel für Theaterleute nach Brooklyn. Ein Jahr später wurde Hayworths Bruder Eduardo Jr. geboren. 1922 folgte mit Vernon ein drittes Kind, das einen Umzug in eine größere Unterkunft in Jackson Heights, einem prosperierenden Stadtteil von Queens, erforderlich machte.

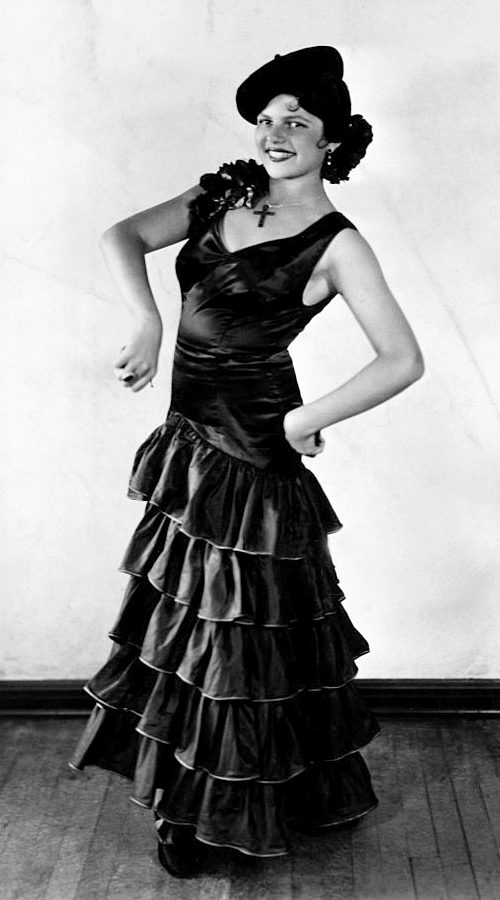
Die junge Rita Hayworth in einem Kostüm der „Dancing Cansinos“ (1931)

Bereits im Alter von vier Jahren erhielt Hayworth erste Tanzstunden bei ihrem Vater, bei denen sie ihr erstes Paar Kastagnetten einsetzte. Wenn Eduardo und Elisa gemeinsam auf Tournee waren, wurde sie von ihrem Onkel Angel Cansino unterrichtet. In einem Vitaphone-Kurzfilm mit dem Titel La Fiesta (1926) soll Hayworth mit den „Dancing Cansinos“ ihren ersten, wenn auch nur wenige Sekunden dauernden Leinwandauftritt gehabt haben. Mit dem immer populärer werdenden Film und spätestens mit dem Aufkommen des Tonfilms verloren die Vaudeville-Theater zunehmend an Bedeutung. In der Folge zog die Familie 1926 nach Los Angeles, wo sich Eduardo als Tanzlehrer und Choreograf beim Film in Hollywood eine bessere finanzielle Zukunft versprach.
Nachdem die Weltwirtschaftskrise ab Ende der 1920er Jahre dazu geführt hatte, dass sich immer weniger Amerikaner Tanzstunden leisten konnten und auch die Nachfrage in Hollywood abnahm, sah sich Eduardo Cansino gezwungen, seine bis dahin gut besuchte Tanzschule zu schließen und erneut mit seiner Schwester als Tanzduo aufzutreten. Diese zog sich jedoch 1931 aus dem Showgeschäft zugunsten ihrer eigenen Familie zurück und siedelte wieder nach Spanien über. Nachdem Hayworth im Alter von 13 Jahren mit ihrem Cousin Gabriel Cansino im Vorprogramm einer Filmvorführung von Back Street (1932) zum ersten Mal als professionelle Tänzerin auf einer Bühne gestanden hatte, beschloss Eduardo, seine talentierte Tochter zu seiner Tanzpartnerin zu machen. Die folgenden drei Jahre traten sie gemeinsam als „The Dancing Cansinos“ mit verschiedenen spanischen Tänzen auf. Da Hayworth dem kalifornischen Gesetz nach noch zu jung war, um in Clubs mit Alkoholausschank zu arbeiten, beschränkten sich ihre Auftritte auf Nachtclubs in Tijuana kurz hinter der mexikanischen Grenze und auf Vergnügungsschiffe vor der Küste Kaliforniens. Auch musste Hayworth, die zunächst die Alexander Hamilton High und später die Carthay High School besuchte, den durch Auftritte verpassten Lernstoff mit zusätzlichen Hausaufgaben nachholen.
Die Familie zog schließlich in die Nähe der Grenze nach Chula Vista. Da Hayworth inzwischen bis zu vier oder fünf Shows an einem Tag absolvieren musste, nahm Eduardo seine Tochter vorzeitig aus der Schule und ließ sie von Privatlehrern in ihren Pausen unterrichten. Später beklagte sich Hayworth, deren Großvater Antonio Cansino die Tanztradition der Familie begründet und in Spanien erfolgreich eine Tanzschule aufgebaut hatte, dass ihre Kindheit fast ausschließlich aus hartem Tanztraining bestanden habe, weshalb es ihr im Gegensatz zu ihren Brüdern, die weder Talent noch Interesse am Tanzen zeigten, kaum möglich gewesen sei, Kontakte zu Gleichaltrigen zu knüpfen. Zudem waren beide Eltern sehr darauf bedacht, ihre heranreifende Tochter in den Spielcasinos und Nachtclubs von fremden Männern fernzuhalten, weshalb sie sie kaum aus dem Auge ließen und sie mitunter in ihrer Garderobe einschlossen.

### Anfänge beim Film
In einem Nachtclub in Agua Caliente, das als Resort mit Pferderennbahn und Stierkämpfen besonders beliebt bei Filmleuten war, erhielten die Cansinos schließlich ein mehrmonatiges Engagement. Bei einem ihrer Auftritte fiel Rita Hayworth Winfield Sheehan, dem Produktionschef der Fox Film Corporation, auf, der sie daraufhin zu Probeaufnahmen nach Hollywood einlud. Hayworth erhielt schließlich bei der Fox einen Vertrag und nahm daraufhin zusammen mit anderen Starlets des Studios an Sprech- und Schauspielunterricht teil. Ende 1934 drehte sie mit dem Filmdrama Das Schiff des Satans, in dem Spencer Tracy die Hauptrolle spielte und sie als Tänzerin auftrat, ihren ersten Film. Dieser kam jedoch erst im Herbst 1935 in die Kinos, nachdem Hayworth bereits in kleinen Rollen neben Warner Baxter in Die Peitsche der Pampas (1935) und als orientalische Dienerin in Charlie Chan in Ägypten (1935) an der Seite des seinerzeit beliebten, von Warner Oland gespielten Detektivs Charlie Chan auf der Leinwand zu sehen war.
Eine erste größere Rolle hatte sie in dem noch im selben Jahr entstandenen Filmmusical Paddy O’Day, in dem sie als russische Einwanderin Tamara Petrovitch einem kleinen Waisenmädchen, gespielt von Jane Withers, dabei hilft, ein neues Heim zu finden. Als jedoch die Fox Film Corporation mit 20th Century Pictures zur 20th Century Fox fusionierte, hatte der Chef des neugegründeten Studios, Darryl F. Zanuck, keine Verwendung mehr für Hayworth und kündigte ihr kurzerhand den Vertrag auf. Ihren letzten Auftritt bei der Fox hatte sie in dem Film Gefährliche Fracht (1936), der illegale Einwanderung zum Thema hatte. Danach war Hayworth gezwungen, sich eine Zeit lang als freischaffende Schauspielerin über Wasser zu halten.

### Starlet bei Columbia Pictures
Es folgten eine kleine Rolle in dem von Columbia Pictures produzierten Kriminalfilm Meet Nero Wolfe (1936) und eine Reihe von kleinen Western unbedeutender Produktionsfirmen: Lady von Californien (1936), Waffenschmuggel in Louisiana (1937), Hit the Saddle (1937) und Carmen in Texas (1937), in denen sie jeweils die weibliche Hauptrolle übernahm. Ihr erster Ehemann Edward C. Judson, der sie seinerzeit managte, verhalf ihr schließlich zu einem Sieben-Jahres-Vertrag bei Columbia Pictures. Bisher war Hayworth unter dem Namen Rita Cansino als Schauspielerin in Erscheinung getreten. Columbias Studioboss Harry Cohn gefiel jedoch der Name Cansino nicht. So wurde er kurzerhand – nach dem Mädchennamen ihrer Mutter – in „Hayworth“ geändert. In Criminals of the Air (1937), ihrem ersten Film unter ihrem neuen Vertrag, wurde sie wie bereits bei der Fox oder in ihren Western als mexikanische Tänzerin besetzt. Danach trat sie in zahllosen Kriminalfilmen aus Columbias B-Film-Abteilung auf, in denen sie nicht länger exotische Schönheiten, sondern ambitionierte junge Amerikanerinnen spielte. Besonders häufig war dabei Charles Quigley ihr Leinwandpartner, so etwa in den 1937 veröffentlichten Filmen Girls Can Play, The Game That Kills oder The Shadow, die im Sport- und Zirkusmilieu spielten. Doch im Gegensatz zu Quigleys Karriere ging es mit Hayworths bald bergauf. Unter der Leitung des als „Frauen-Regisseur“ erprobten George Cukor wurde sie für eine Rolle in der von Columbia produzierten Screwball-Komödie Die Schwester der Braut (1938) getestet, in der sie an der Seite von Katharine Hepburn und Cary Grant Hepburns materialistische Schwester spielen sollte. Während eines Tests mit Hepburn empfand Cukor Hayworth jedoch als zu jung und unerfahren für die Rolle und vergab diese schließlich an Doris Nolan, während er Hayworth versprach, sie später in einem anderen Film zu besetzen.
Nach weiteren unbedeutenden Kriminalfilmen wie Homicide Bureau (1939), in dem sie, ungewöhnlich für jene Zeit, eine Forensikerin spielte, und dem George-O’Brien-Western The Renegade Ranger (1938), für den sie an RKO Pictures ausgeliehen wurde, trat sie in der Kriminalkomödie The Lone Wolf Spy Hunt (1939) neben Warren William und Ida Lupino erstmals als verführerische Frauenfigur auf, die ihre späteren Rollen der Femme fatale vorwegnahm. Für diese Rolle erhielt Hayworth zum ersten Mal in ihrer Karriere eigens für sie entworfene Kostüme und ein Lichtdouble.
Es war jedoch ihr Auftritt in dem von Columbia als Blockbuster angelegten Fliegerfilm S.O.S. Feuer an Bord (1939) unter der Regie von Howard Hawks, der Hayworths Karriere den entscheidenden Impuls gab. Die männliche Hauptrolle spielte Cary Grant. Grant verkörperte den raubeinigen Chef einer Fluglinie, die Post über die Anden befördert. Hayworth mimte seine ehemalige Freundin, die ihn zum frauenfeindlichen Zyniker machte, der sich erst durch ein Showgirl, gespielt von Columbias damaligem Star Jean Arthur, wieder für die Liebe öffnet. Sowohl das Publikum als auch die Kritiker reagierten sehr positiv auf Hayworth, sodass Columbia beschloss, Hayworth, die weiterhin Schauspielunterricht nahm, mittels groß angelegter PR-Kampagnen als neuen Star des Studios aufzubauen. Neben den Filmdrehs verbrachte Hayworth nun mehr Zeit denn je bei Fotoshootings in Glamour- und Pin-up-Posen.
Columbia hatte jedoch Schwierigkeiten, geeignete Projekte für die Schauspielerin zu finden. In dem wenig bekannten Filmmusical Music in My Heart (1940) war Hayworths tänzerisches Talent an der Seite von Tony Martin kaum gefordert. George Cukor löste schließlich sein Versprechen ein und lieh sie für die hochwertige MGM-Produktion Susan und der liebe Gott (1940) von Columbia aus. Hayworth kam dabei neben Joan Crawford und Fredric March in der Rolle einer wankelmütigen jungen Schauspielerin zum Einsatz. In der Folge erhielt Hayworth auch von anderen Studios und Produzenten wie Cecil B. DeMille lukrative Rollenangebote. Doch zunächst drehte Hayworth mit dem Filmdrama The Lady in Question (1940) in der Rolle einer unschuldig des Mordes angeklagten jungen Frau ihren ersten von fünf gemeinsamen Filmen mit Glenn Ford. Die Regie des Remakes eines französischen Films mit Michèle Morgan führte Charles Vidor, der insgesamt vier Filme mit Hayworth drehen sollte. Anschließend war Hayworth als naives, arbeitssuchendes Showgirl neben Douglas Fairbanks Jr. in Angels Over Broadway (1940) unter der Regie des vor allem als Drehbuchautor bekannten Ben Hecht zu sehen.

### Durchbruch in Hollywood

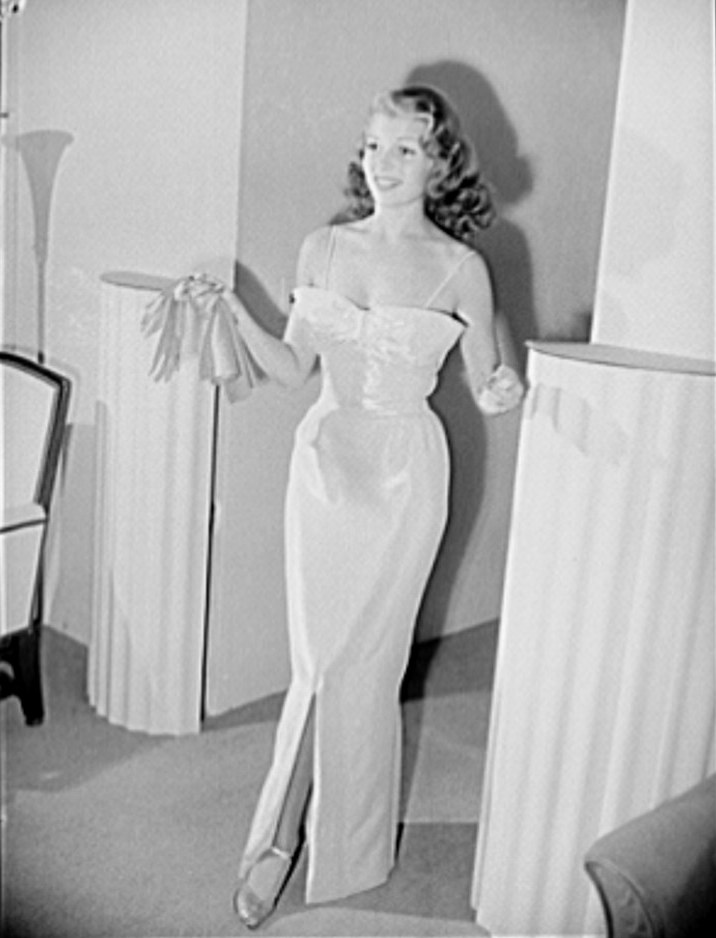
Hayworth in einem Lamé-Kleid des Designers Howard Greer (1941)

Ihren endgültigen Durchbruch hatte Hayworth zwei Loan-Outs zu verdanken. Für die nostalgische Filmkomödie Schönste der Stadt (1941) wurde Hayworth von Warner Brothers ausgeliehen, nachdem Ann Sheridan die Titelrolle abgelehnt hatte. An der Seite von James Cagney und Olivia de Havilland und unter der Regie des erfahrenen Regisseurs Raoul Walsh verkörperte Hayworth in dem Film, der im New York der Jahrhundertwende spielt, die schöne Virginia Brush, die die Blicke aller Männer auf sich zieht und die der von Cagney gespielte Zahnarzt Biff Grimes im weiteren Verlauf an seinen besten Freund verliert. Obwohl der Film in Schwarzweiß gedreht wurde, bestand man angesichts des Originaltitels The Strawberry Blonde darauf, Hayworths dunkelbraunes Haar erstmals in ihrer Karriere rotblond zu färben. Jack L. Warner war von Hayworths Darbietung so angetan, dass er sie umgehend für die Screwball-Komödie Affectionately Yours erneut auslieh, wobei Hayworths Name erstmals über den Titel auf den Filmplakaten gesetzt wurde. Der Film erwies sich zwar als Flop, schadete aber Hayworths Karriere nicht.
Es war schließlich die Rolle der Doña Sol in dem Stierkampfdrama König der Toreros (1941), die Hayworth in die A-Liga Hollywoods katapultierte. 20th Century Fox hatte lange nach der richtigen Besetzung gesucht und eine Vielzahl an Schauspielerinnen, darunter María Montez, Gene Tierney, Lynn Bari und Dorothy Lamour, für die Rolle getestet. Der Regisseur des Films, Rouben Mamoulian, bestand schließlich darauf, der seinerzeit 22-jährigen Hayworth aufgrund ihrer sinnlichen Ausstrahlung und ihrer katzengleichen Art sich zu bewegen die Rolle der spanischen Femme fatale zu geben. Der Film, der Hayworths erster Farbfilm werden sollte, basiert auf einem Roman von Vicente Blasco Ibáñez, der bereits 1922 unter dem Titel Blut und Sand mit Rudolph Valentino erfolgreich verfilmt worden war. Die Rolle der Doña Sol, die den Stierkämpfer Juan Gallardo, gespielt von Tyrone Power, verführt, in den Abgrund treibt und dann für einen Jüngeren fallen lässt, machte Hayworth über Nacht zur gefragtesten Schauspielerin.
Ein Jahr später drehte sie noch zwei weitere Filme für 20th Century Fox: den starbesetzten Episodenfilm Sechs Schicksale, in dem sie sich als verheiratete Frau auf eine verhängnisvolle Affäre mit Charles Boyer einlässt, sowie das Technicolor-Musical Die Königin vom Broadway, in dem sie die Titelrolle an der Seite von Victor Mature übernahm, nachdem sie bereits bei Columbia mit dem Filmmusical Reich wirst du nie (1941) ihr Talent in diesem Genre unter Beweis gestellt hatte.

### Erfolge im Filmmusical
Reich wirst du nie war der erste von zwei gemeinsamen Filmen mit Fred Astaire, der Astaires Karriere nach dem vorläufigen Ende seiner Zusammenarbeit mit Ginger Rogers wiederbeleben und Hayworth in diesem Genre etablieren sollte. Astaire spielte in dem Film einen Tanzdirektor, der in den Militärdienst eingezogen wird und sich in Hayworth verliebt. Die Musik steuerte Cole Porter bei. Kurz nach den Dreharbeiten veröffentlichte das Life-Magazin am 11. August 1941 Hayworths berühmt gewordenes Pin-up-Foto, das neben einem Bild von Schauspielerin Betty Grable zum beliebtesten Pin-up der US-amerikanischen GIs während des Zweiten Weltkriegs wurde.

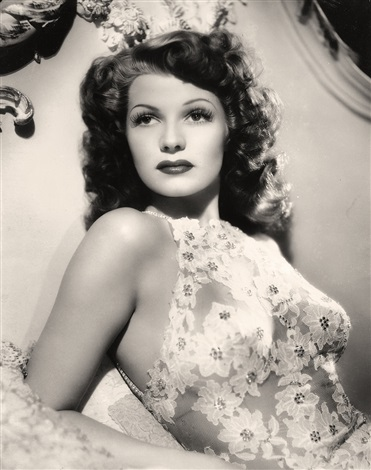
Hayworth in Du warst nie berückender (1942)

Mit Du warst nie berückender folgte 1942 Hayworths zweites Musical mit Astaire, das dem Publikum mit seiner in Argentinien spielenden, märchenhaften Geschichte Eskapismus bot und ähnlich erfolgreich war wie sein Vorgänger. Hayworth war inzwischen Columbias größter Star, weshalb Studiochef Harry Cohn entschied, dass sie zukünftig nicht mehr an andere Studios ausgeliehen werden durfte und, wie einst Greta Garbo, nur noch einen Film pro Jahr drehen sollte, um das Publikum nicht zu übersättigen.

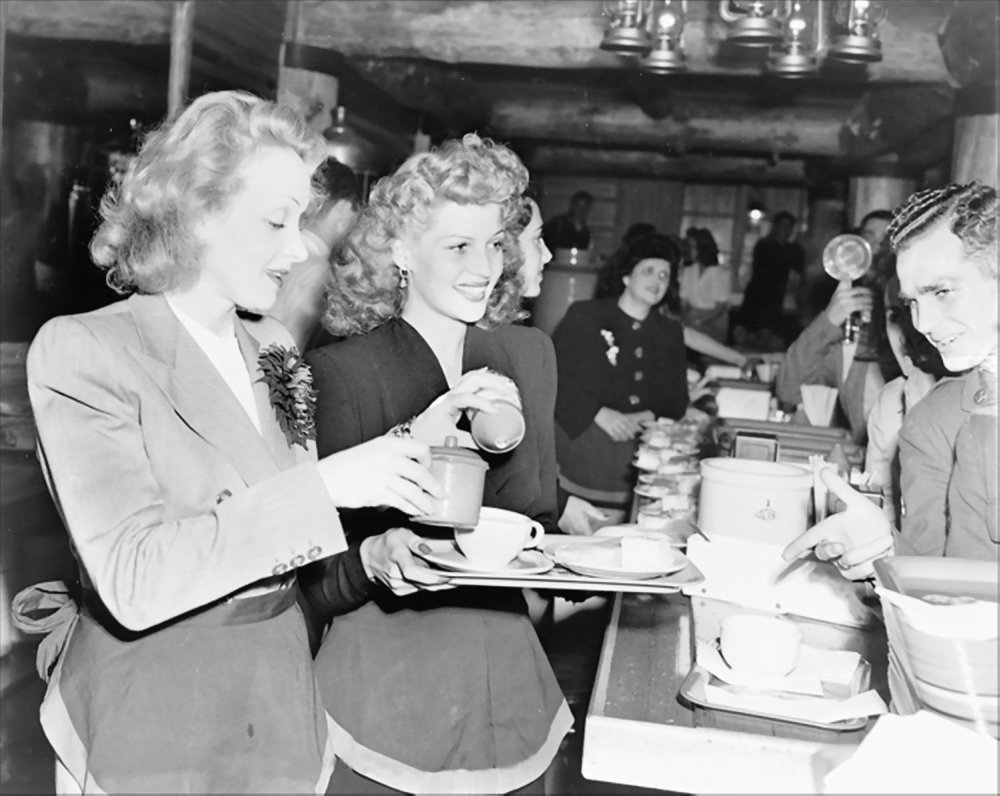
Rita Hayworth und Marlene Dietrich in der Hollywood Canteen (1942)

Abseits der Leinwand war Hayworth, deren Brüder während des Zweiten Weltkriegs als Soldaten im Pazifik und in Europa stationiert waren, wie viele andere Stars ihrer Zeit damit beschäftigt, das Land in Kriegszeiten moralisch zu unterstützen. So warb sie für Kriegsanleihen, trat in Radioshows auf, die an die Soldaten gerichtet waren, und bewirtete und tanzte mit GIs in der legendären Hollywood Canteen. Mit ihrem späteren Ehemann, dem als Wunderkind und Genie geltenden Regisseur Orson Welles, trat sie für die Soldaten auch in Zaubershows auf und ließ sich zum Schein in zwei Hälften teilen.
Im Mai 1943 begannen die Dreharbeiten für Columbias größtes Projekt des Jahres. In dem aufwändigen Technicolor-Musical Es tanzt die Göttin (1944) trat Hayworth – erneut unter der Regie von Charles Vidor – als Showgirl auf, das aufgrund seines hübschen Gesichts Karriere macht, dabei aber nicht glücklich wird und am Ende zu dem Mann zurückkehrt, den es liebt. Hayworths Leinwandpartner war Gene Kelly, der von MGM ausgeliehen wurde und auch für die Choreografien verantwortlich war. Der Film geriet zum großen Publikumserfolg und auch die Kritiker waren voll des Lobes, da er durch innovative Tricktechnik und mit Musik- und Tanzeinlagen als wichtige Teile der Handlung eine Weiterentwicklung des Genres darstellte. Für Gene Kelly bedeutete der Film den Durchbruch, während er Hayworths Position in der ersten Reihe Hollywoods weiter festigte. Anfang 1945 folgte mit Tonight and Every Night ein weiteres gewinnbringendes Musical. Diesmal spielte Hayworth im kriegsgebeutelten London ein Showgirl, das sich in einen US-Piloten verliebt und trotz Bombenangriffen Abend für Abend auf der Bühne steht. Wie in all ihren Filmen sang Rita Hayworth dabei jedoch nicht selbst. Bei ihren Liedern wurde sie stets von Sängerinnen wie Nan Wynn, Martha Mears, Anita Ellis und Jo Ann Greer synchronisiert.

### Aufstieg zum Superstar

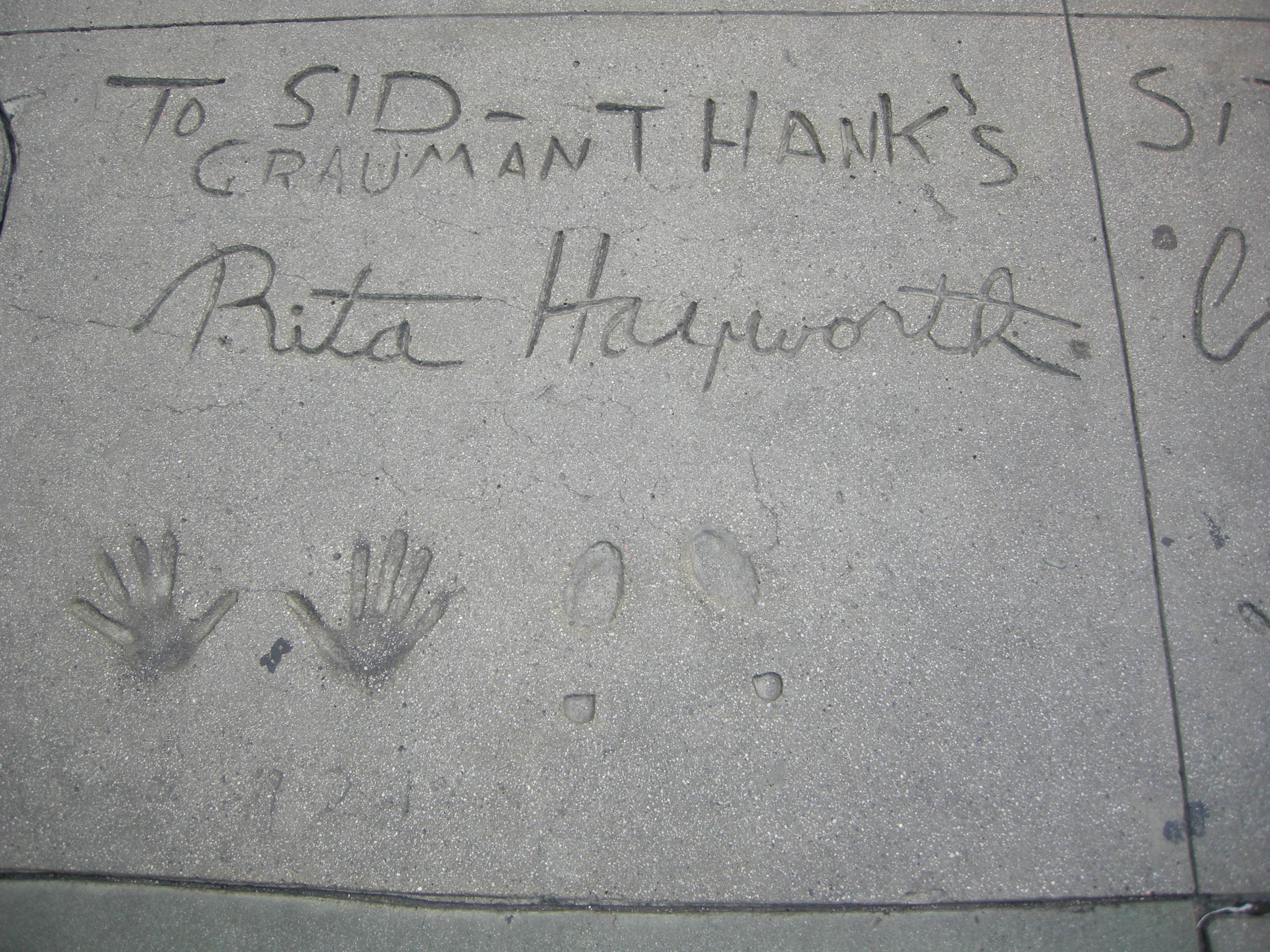
Rita Hayworths Hand- und Schuhabdrücke vor Grauman’s Chinese Theatre

Waren während des Kriegs vor allem leichte, farbenfrohe Musicals gefragt, blühte nach Kriegsende der Film noir mit seinen pessimistischen und desillusionierenden Weltanschauungen auf. Im September 1945 begannen die Dreharbeiten zu Gilda, einem in Südamerika spielenden Melodram mit stark erotisch aufgeladenem Subtext, in dem Hayworth die Titelrolle übernahm. Als Leinwandpartner stand ihr Glenn Ford zur Seite, mit dem sie bereits The Lady in Question gedreht hatte. Die Regie führte erneut Charles Vidor. Die Rolle der aufreizenden Gilda, die den Männern den Kopf verdreht und in Hassliebe zu Fords Johnny Farrell entbrennt, markiert den berühmtesten Leinwandauftritt in Hayworths Karriere. Als erotischer Klassiker der „Schwarzen Serie“ ist der Film besonders berühmt für die Szene, in der Hayworth in einem schulterfreien schwarzen Satinkleid zu dem Lied Put the Blame on Mame ihre langen schwarzen Handschuhe auszieht. Zwar fielen die Kritiken seinerzeit schlecht aus, doch das Publikum strömte weltweit in Scharen in die Kinos. Bosley Crowther, der gefürchtete Kritiker der New York Times, bezeichnete Hayworth als „Superstar“, nachdem er sie in Gilda gesehen hatte.
Nach dem immensen Erfolg von Gilda war Hayworth auf der Höhe ihres Ruhms als Leinwandgöttin. Für Columbia lag es daher nahe, sie in ihrem nächsten Film als Terpsichore zu besetzen, die als göttliche Muse des Tanzes auf die Erde kommt, um eine für sie inakzeptable Broadway-Show neu zu inszenieren. Mit Eine Göttin auf Erden (1947) entstand das letzte typische Hayworth-Musical, das als eine der teuersten Produktionen in Columbias Studiogeschichte einging. Nach der Veröffentlichung des Films erklärte das Life-Magazin Hayworth zur „Liebesgöttin von Amerika“ und widmete ihr und dem Film einen ausführlichen Leitartikel.
Der Hayworth-Kult wurde jäh erschüttert, als Hayworth mit ihrem damaligen Ehemann Orson Welles den Film noir Die Lady von Shanghai (1947) drehte. Hayworth spielte die verheiratete Elsa Bannister, die den von Welles gespielten Seemann Michael O’Hara in ein Netz aus Intrigen verstrickt und dabei auch vor Mord nicht zurückschreckt. Zum Entsetzen von Harry Cohn und ihren Fans trat Hayworth in der Rolle der kalten, berechnenden Femme fatale mit einer blonden Kurzhaarfrisur auf, mit der sich die Schauspielerin vergeblich von ihrem Gilda-Image zu lösen versuchte, um zukünftig auch als seriöse Schauspielerin wahrgenommen zu werden. Doch weder die Kritiker noch das Publikum akzeptierten eine blonde und böse Hayworth. Der Film erwies sich auch aufgrund hoher Produktionskosten als großer Flop. Erst Jahre nach der Uraufführung avancierte Die Lady von Shanghai zu einem Klassiker seines Genres. Berühmt geworden ist vor allem die Schlussszene im Spiegelkabinett.
Um an die alten Erfolge anzuknüpfen, drehte Hayworth, deren Haar nach einer mehrmonatigen Reise durch Europa nachgewachsen und wieder rotgefärbt war, mit Glenn Ford Liebesnächte in Sevilla (1948), eine Verfilmung von Prosper Mérimées berühmter Carmen-Novelle und Hayworths letzte Zusammenarbeit mit Charles Vidor. Gleichzeitig war es der erste Film, der als Koproduktion von Hayworths kurz zuvor gegründeter Produktionsfirma, der Beckworth Corporation, entstand, was Hayworth sowohl Mitspracherechte als auch Anteile am Profit von 25 % bescherte. Während Glenn Ford in der Rolle des Don José allgemein als fehlbesetzt gilt, konnte Hayworth trotz Hollywood-Aufmachung die meisten Kritiker als männerverschlingende Carmen überzeugen. Als der Film erschien und sein Budget locker wieder einspielte, war Hayworth eine der bestbezahlten und wertvollsten Schauspielerinnen der Welt.

### Filmpausen und Comebacks

#### 1948–1953
Nach ihrer Trennung von Orson Welles und dem anstrengenden Dreh von Liebesnächte in Sevilla beschloss Hayworth im Mai 1948, bis zu ihrem nächsten Film für mehrere Monate Urlaub zu machen. In New York sah sie sich zunächst die neuesten Theaterstücke an, bevor sie nach Paris weiterreiste. Zwar kehrte sie kurzzeitig nach Hollywood zurück, um an den ersten Vorbereitungen für ihren nächsten geplanten Film, einer gleichnamigen Verfilmung des Romans Lona Hanson, teilzunehmen, doch blieb sie nicht lange und reiste erneut nach Europa. Der Western, den sie mit William Holden und Randolph Scott drehen sollte, wurde letztlich nie realisiert. In der Folge fiel die Schauspielerin bei Columbia in Ungnade und wurde suspendiert. Hayworth hielt sich derweil an der Côte d’Azur auf, wo sich der internationale Jetset tummelte und neben zahllosen Playboys auch der junge Schah von Persien um ihre Aufmerksamkeit buhlte. Auf einer von Elsa Maxwell gegebenen Party in Cannes lernte Hayworth Anfang Juli 1948 Prinz Aly Khan kennen. Da beide zu diesem Zeitpunkt zwar von ihren jeweiligen Ehepartnern getrennt lebten, aber nicht offiziell geschieden waren, sorgten ihre überall von Paparazzi begleitete Romanze und spätere Hochzeit für ähnlich große Schlagzeilen in der internationalen Boulevardpresse wie seinerzeit Ingrid Bergmans skandalumwitterte Verbindung mit Roberto Rossellini.

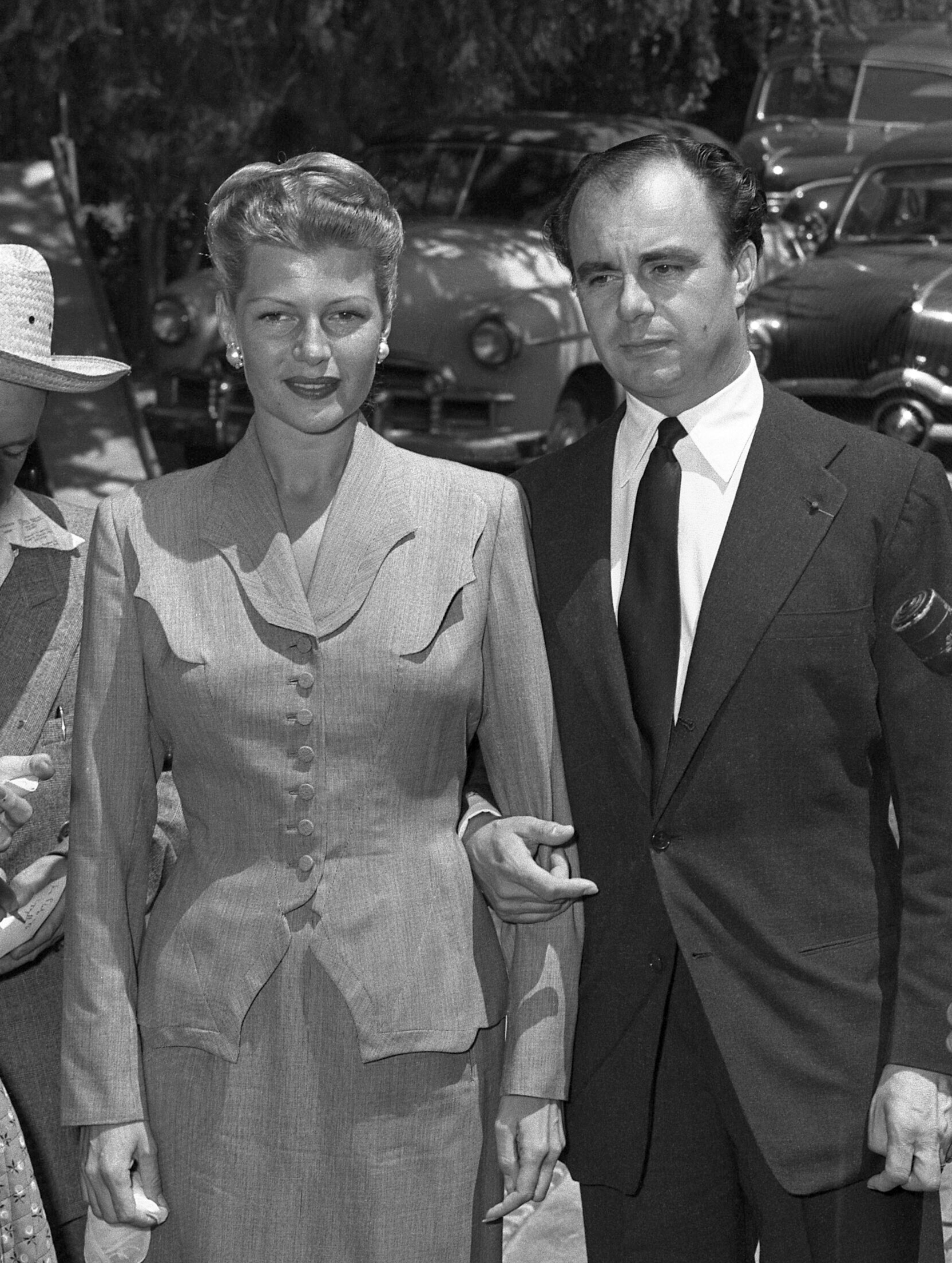
Hayworth und Aly Khan (1952)

Nach dem Scheitern ihrer turbulenten Ehe mit Khan kehrte Hayworth 1951 nach Hollywood zurück. Drei Jahre waren inzwischen seit ihrem letzten Leinwandauftritt vergangen. Entstanden war lediglich Champagne Safari (1951), ein 60-minütiger Dokumentarfilm über die zweite Hochzeitsreise mit Aly Khan, der das Paar in Südeuropa und verschiedenen Ländern Afrikas kurz vor seiner Trennung zeigt. Nach der Rückkehr seines immer noch größten Stars hob Columbia Pictures umgehend Hayworths Suspendierung auf und versuchte, möglichst schnell ein neues Projekt für sie auf die Beine zu stellen. Es dauerte jedoch neun weitere Monate, ehe die Dreharbeiten zu dem Kriminalfilm Affäre in Trinidad (1952) begannen. Für Kritiker und Publikum handelte es sich dabei, unter anderem durch die Besetzung von Glenn Ford, um einen offensichtlichen Abklatsch von Gilda, der aber – auch dank gezielter Werbekampagnen von Columbia – ein noch größerer finanzieller Erfolg wurde als der Film von 1946 und Hayworth damit ein gelungenes Comeback bescherte.
Anschließend drehte Hayworth an der Seite von Stewart Granger und Charles Laughton die ebenfalls kassenträchtige Bibelverfilmung Salome (1953), in der sie die titelgebende biblische Prinzessin spielte. Bei den Kritikern konnte der von William Dieterle inszenierte Monumentalfilm angesichts der darin stark verfälschten Bibelgeschichte jedoch lediglich mit Hayworths vom Modern Dance beeinflussten Tanz der sieben Schleier überzeugen. Darauf folgte die im 3D-Verfahren produzierte Somerset-Maugham-Verfilmung Fegefeuer (1953) mit Hayworth in der Rolle der leichtlebigen Sadie Thompson, die auf einer Südseeinsel auf einen religiösen Eiferer trifft. Die aufgrund des Hays Codes im Film stark zensierte Geschichte war zuvor bereits mit Gloria Swanson (1928) und Joan Crawford (1932) verfilmt worden und gab Hayworth die Gelegenheit, zu beweisen, dass sie nicht nur ein Filmstar, sondern auch eine Schauspielerin war, weshalb sie auch gegenüber Protesten von Harry Cohn darauf bestand, im Film weniger glamourös aufzutreten. Für ihre Darstellung einer Frau mit Vergangenheit erhielt sie gute Kritiken, und auch Somerset Maugham lobte ihre Leistung. Das Publikum zeigte sich dagegen weniger begeistert.

#### 1954–1957
Aufgrund ihrer vierten Ehe mit dem Sänger Dick Haymes, die von Ärger mit staatlichen Behörden und gerichtlichen Auseinandersetzungen mit Columbia wegen des gescheiterten Projekts Joseph and His Brethren geprägt war, legte Hayworth eine weitere mehrjährige Filmpause ein. In der Zwischenzeit wurde sie zunehmend von jüngeren Schauspielerinnen wie Ava Gardner, Marilyn Monroe, Grace Kelly und Elizabeth Taylor auf der Leinwand und in der öffentlichen Wahrnehmung verdrängt. Darauf angesprochen, soll Hayworth über ihre Nachfolgerinnen mit Erleichterung gesagt haben: „Sie können die Schlagzeilen haben, ich habe genug gehabt! Die einzigen Schlagzeilen, die ich möchte, sind die über meine Schauspielkunst.“
Mit dem in der Karibik angesiedelten Abenteuerfilm Spiel mit dem Feuer, in dem Jack Lemmon und Robert Mitchum um ihre Gunst buhlen, kehrte Hayworth 1957 erneut auf die Leinwand zurück, nachdem Ava Gardner die weibliche Hauptrolle des Films abgelehnt hatte. Hayworths zweites Comeback in der Rolle einer reiferen, vom Leben gebeutelten, aber immer noch schönen Frau fiel jedoch nicht annähernd so erfolgreich aus wie das von 1952, was auch dem finalen Schnitt von Columbia geschuldet war, der das ursprüngliche Konzept des Films völlig über den Haufen warf. Noch im selben Jahr war Hayworth mit Pal Joey, einer Leinwandadaption des gleichnamigen Broadway-Hits, ein letztes Mal in einem Filmmusical zu sehen. Unter der Regie von George Sidney spielte sie eine ältere, vermögende Witwe, die den von ihr geförderten, von Frank Sinatra gespielten Sänger Joey letztlich an ihre jüngere Rivalin verliert, die von Columbias neuem Star Kim Novak verkörpert wurde. Pal Joey erwies sich als großer Kassenerfolg und sollte Hayworths letzter Film unter ihrem 20 Jahre währenden Vertrag bei Columbia Pictures werden.

### Ernste Charakterrollen und letzte Filme

#### 1958–1962
Nicht länger bei Columbia unter Vertrag, war Rita Hayworth bis zum Ende ihrer Karriere als freischaffende Schauspielerin aktiv. Auf der Suche nach Rollen, die ihr dabei helfen sollten, mit fast 40 endlich das Image der sinnlichen Gilda hinter sich zu lassen und ins ersehnte Charakterfach zu wechseln, half ihr ihr späterer fünfter Ehemann James Hill. Als Mitinhaber der Produktionsfirma Hecht-Hill-Lancaster verschaffte er ihr die Rolle der Ann Shankland in dem starbesetzten Ensemblefilm Getrennt von Tisch und Bett (1958), der auf einem Theaterstück von Terence Rattigan beruht. An der Seite von Burt Lancaster, David Niven, Deborah Kerr und Wendy Hiller und unter der Leitung des talentierten Nachwuchsregisseurs Delbert Mann spielte Hayworth ein ehemaliges Fotomodell, das mit dem Altern hadert und aus Einsamkeit ihren Ex-Mann zurückerobern will. Der Film erhielt hervorragende Kritiken und sieben Oscar-Nominierungen und war gleichzeitig eine der erfolgreichsten Produktionen des Jahres. Auch Hayworth wurde für ihre Darstellung der Ann Shankland von den Kritikern gelobt. Dennoch erwog sie zu diesem Zeitpunkt, sich aus dem Filmgeschäft zurückzuziehen. James Hill, der inzwischen von ihrem Talent als seriöser Schauspielerin überzeugt war, überredete sie jedoch, weiterhin Filme zu drehen.
In dem von Robert Rossen inszenierten Western Sie kamen nach Cordura (1959) spielte sie daraufhin neben Gary Cooper, Van Heflin und Tab Hunter die einzige Frauenrolle und kehrte dabei ein letztes Mal zu Columbia zurück. Als Gefangene, die einen als feige geltenden Major und eine Gruppe von Soldaten durch die Wüste Mexikos begleitet, verzichtete Hayworth auf sämtlichen Glamour und ließ sich älter schminken. In der Folge erhielt sie für ihre darstellerische Leistung einige der besten Kritiken ihrer Karriere. Der Film fiel jedoch beim Publikum durch. Noch im selben Jahr folgte das Gerichtsdrama Sensation auf Seite 1, in dem sie in der Rolle einer des Mordes an ihrem Ehemann angeklagten Frau der unteren Mittelschicht erstmals auch als Mutter gezeigt wurde. Die Regie führte der bekannte Dramatiker Clifford Odets, der auch das Drehbuch schrieb und schon lange mit Hayworth hatte zusammenarbeiten wollen. Erneut waren die Kritiker voll des Lobes für Hayworth, doch auch diesmal blieb der Erfolg an der Kinokasse aus.
Hayworth und James Hill gründeten schließlich eine eigene kleine Produktionsfirma namens Hillworth. Nachdem Hayworth mit ihrer Beckworth Corporation bereits Liebesnächte in Sevilla, Affäre in Trinidad und Salome koproduziert hatte, trat sie nun bei der Gaunerkomödie Rendezvous in Madrid (1962) erneut auch als Filmproduzentin in Erscheinung und wurde dafür erstmals auch im Vorspann erwähnt. Der Film, in dem Hayworth und Rex Harrison als Gaunerpärchen ein Gemälde aus dem Prado stehlen wollen, stellte sich jedoch als großer Flop heraus. Die ohnehin schon kriselnde Ehe zwischen Hayworth und Hill wurde bald darauf geschieden. Zusammen mit Gary Merrill, mit dem sie daraufhin eine Beziehung führte, sollte Hayworth 1962 in dem Bühnenstück Step on a Crack ihr Theaterdebüt am Broadway geben. Doch nach der ersten Woche der Proben wurde Hayworth aufgrund von nervenbedingter Erschöpfung krankgeschrieben und schließlich durch eine andere Schauspielerin ersetzt.

#### 1963–1972

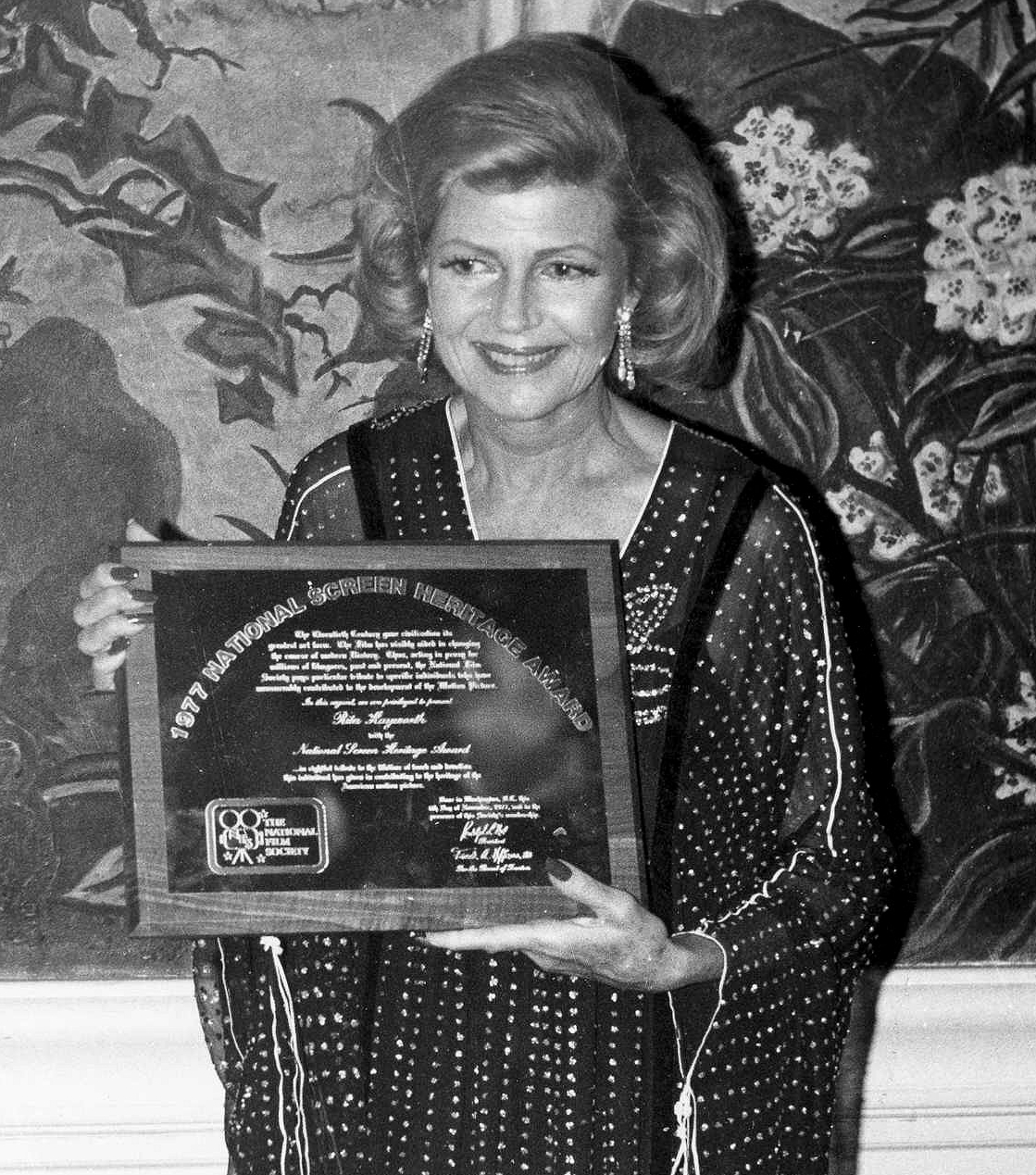
Hayworth mit dem National Screen Heritage Award für ihr Lebenswerk (1977)

Nach mehreren Monaten ohne Rollenangebote wurde Hayworth 1963 als Ersatz von Lilli Palmer in dem Filmdrama Circus-Welt (1964) neben John Wayne in der Rolle einer ehemaligen Hochseilartistin und als Mutter von Claudia Cardinale besetzt. Die von Verzögerungen geprägten Dreharbeiten erwiesen sich als schwierig und Hayworth wurde immer öfter ein Alkoholproblem nachgesagt. Für ihre Darstellung der Lili Alfredo war sie jedoch 1965 für den Golden Globe in der Kategorie Beste Hauptdarstellerin – Drama nominiert und erhielt damit zum ersten und einzigen Mal in ihrer Karriere eine Nominierung für einen renommierten Filmpreis. In dem Kriminalfilm Goldfalle (1965) war sie danach in ihrem fünften und letzten gemeinsamen Film mit Glenn Ford zu sehen. Während der Film ansonsten verrissen wurde, stach Hayworth als heruntergekommene Kellnerin und alte Liebe von Fords gespieltem Polizisten für die Kritiker heraus. Time fand, Hayworth habe „mit 47 noch nie weniger wie eine Schönheit [ausgesehen], aber dafür noch nie so sehr wie eine Schauspielerin“.
Es folgten Produktionen, die wie bereits Rendezvous in Madrid und Circus-Welt vornehmlich in Europa gedreht wurden, darunter auch zwei Filme des James-Bond-Regisseurs Terence Young: der von der UN koproduzierte Antidrogenfilm Mohn ist auch eine Blume (1966), in dem Hayworth zu einer Reihe internationaler Stars wie Yul Brynner, Omar Sharif und Marcello Mastroianni gehörte, sowie der zur Zeit von Napoleon spielende Abenteuerfilm Ich komme vom Ende der Welt (1967), in dem sie nach König der Toreros ein zweites Mal neben Anthony Quinn zum Einsatz kam. Ein Jahr später war sie in dem zynischen Gangsterfilm Der Bastard als alkoholkranke Mutter von Giuliano Gemma und Klaus Kinski zu sehen, die ursprünglich Joan Crawford spielen sollte.
Als emotional verstörte Mutter in dem auf Lanzarote gedrehten Filmdrama Die Straße nach Salina (1970) bot Hayworth mit Anfang 50 erneut eine starke Leistung, was die Los Angeles Times veranlasste zu schreiben, dass es „die Ironie von Rita Hayworths Karriere“ sei, „dass sie weniger (und immer obskurere) Filme dreht, aber dafür immer bessere Vorstellungen liefert“. Nach der Veröffentlichung der Low-Budget-Produktion The Naked Zoo (1971), die bereits 1966 gedreht worden war und als billiger Exploitationfilm bei Fans und Kritikern den Tiefpunkt in Hayworths Karriere markiert, hatte sie 1972 in dem Western Zum Teufel mit Hosianna ihren letzten Leinwandauftritt. Als Partnerin von Robert Mitchum, der einen rauchenden und schießenden Priester spielte, verkörperte sie die tief religiöse Mutter eines verrückten Verbrechers.

### Alzheimer-Erkrankung und letzte Lebensjahre

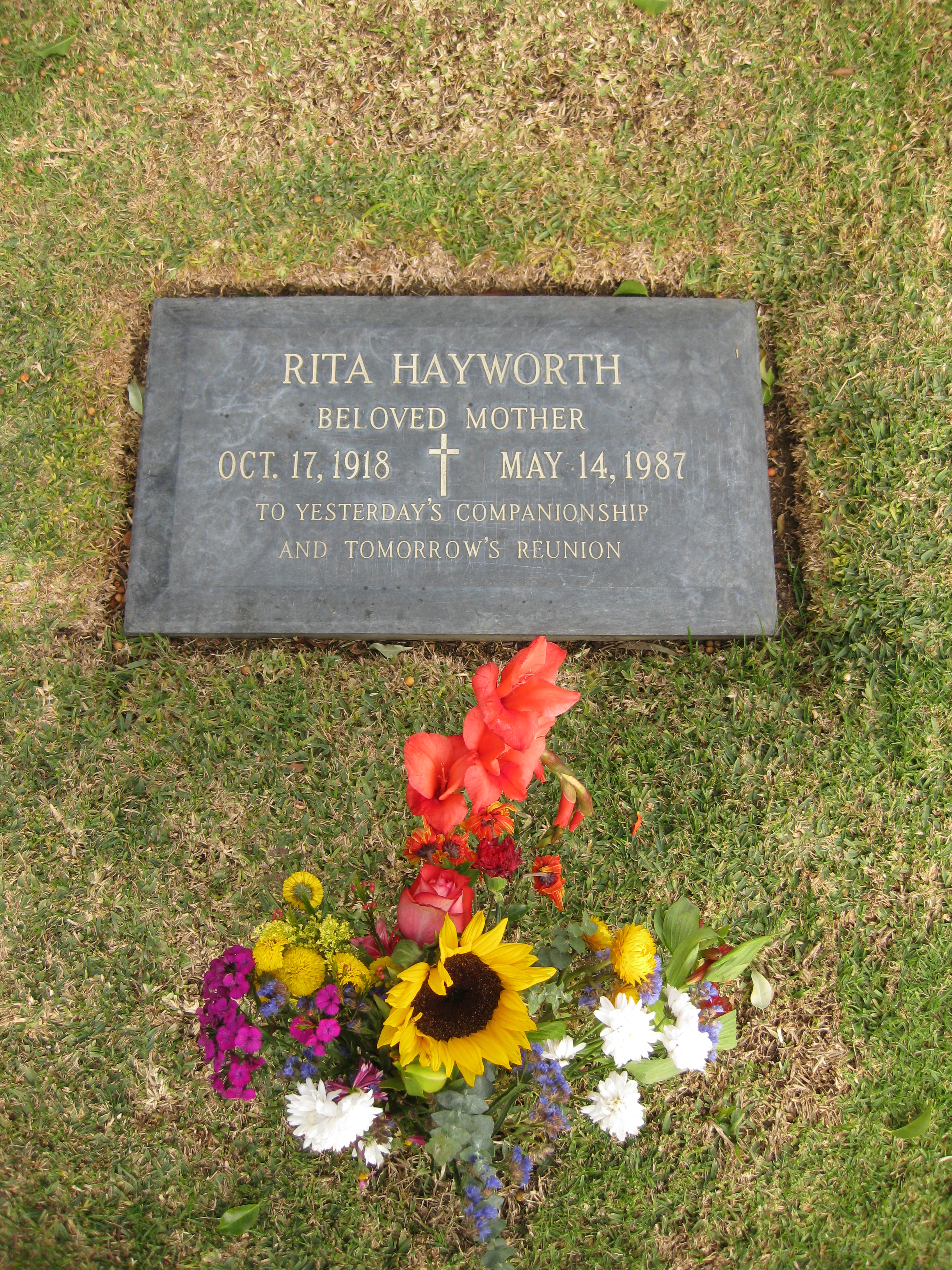
Hayworths Grab (2011)

Im Alter von 43 Jahren machten sich bei Rita Hayworth die ersten Anzeichen der Alzheimer-Krankheit bemerkbar. Zu Beginn der 1970er Jahre hatte sich ihr Gesundheitszustand derart verschlechtert, dass sie keine weiteren Rollen mehr annehmen konnte. Im Juli 1981 wurde sie entmündigt. Ihre Tochter aus der Ehe mit Prinz Aly Khan, Yasmin Aga Khan, nahm sie zu sich nach New York und pflegte sie bis zu ihrem Tod im Jahr 1987. Hayworth starb 68-jährig und wurde auf dem Holy Cross Cemetery in Culver City, Kalifornien, beigesetzt.
Yasmin Aga Khan erinnert bis heute durch ihre jährlich stattfindenden „Rita Hayworth Galas“ in New York und Chicago an ihre Mutter und sammelt dabei durch Spenden der New Yorker High Society Geld für die Erforschung der Alzheimer-Krankheit.

### Privatleben
Rita Hayworth war insgesamt fünfmal verheiratet und hatte zwei Töchter. Im Jahr 1937 heiratete sie den 20 Jahre älteren Geschäftsmann Edward C. Judson, der sie managte und ihre Karriere vorantrieb. Die Ehe wurde im Mai 1942 geschieden. Nach einer Romanze mit Victor Mature ehelichte Hayworth im September 1943 Orson Welles, mit dem sie die gemeinsame Tochter Rebecca Welles (1944–2004) hatte. Nach einer ersten Trennung im Herbst 1945 und mehreren Versöhnungsversuchen folgte im Dezember 1948 die Scheidung.
Im Mai 1949 wurden die als Katholikin erzogene Hayworth und der als Playboy bekannte Prinz Aly Khan, der als Sohn des Aga Khan III. muslimischen Glaubens war, unter großer Aufmerksamkeit von Presse und Weltöffentlichkeit, vom kommunistischen Bürgermeister von Vallauris in der Nähe von Cannes getraut. Eine Eheschließung nach islamischem Ritus erfolgte einen Tag nach der standesamtlichen Trauung. Ende Dezember 1949 wurde die gemeinsame Tochter Prinzessin Yasmin Aga Khan geboren. Bereits 1951 trennte sich das Paar; die Scheidung erfolgte jedoch erst im Januar 1953.
Im September 1953 heiratete Hayworth den in den Vereinigten Staaten populären argentinischen Sänger Dick Haymes. Die Ehe wurde jedoch nach nur zwei Jahren im Dezember 1955 geschieden. Im Februar 1958 ging Hayworth mit dem Filmproduzenten James Hill ein fünftes und letztes Mal eine Ehe ein, die jedoch im September 1961 ebenfalls in Scheidung endete. Trotz ihrer fünf Ehen und ihrem künstlerischen Ruf als Liebesgöttin galt Hayworth privat als sehr zurückhaltend.

## Nachwirkung in Literatur, Film und Popkultur

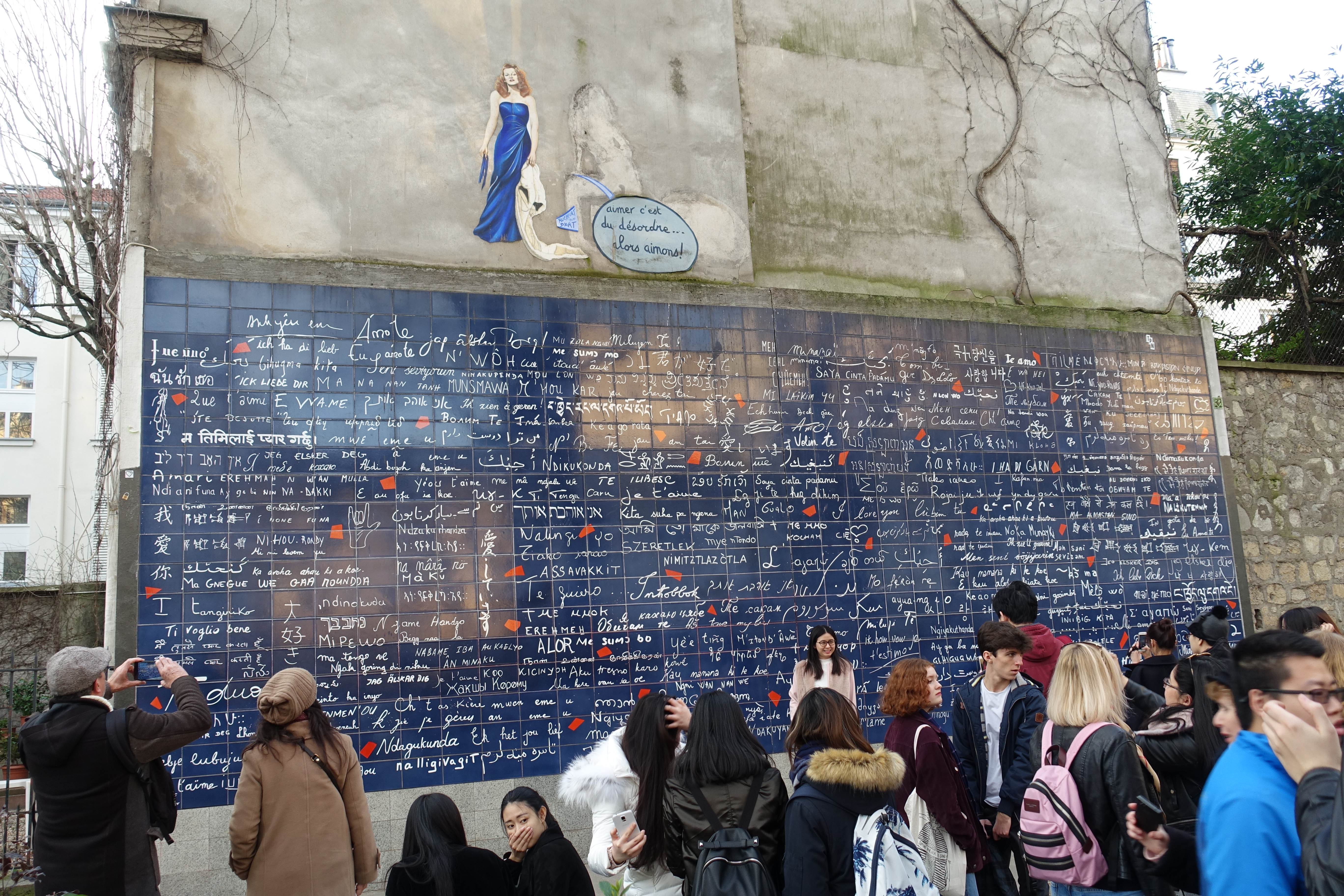
Hayworth als Gilda über dem Kunstwerk Le mur des je t’aime am Montmartre in Paris

In Manuel Puigs erstem Roman Verraten von Rita Hayworth (Originaltitel: La traición de Rita Hayworth, 1968), der unmittelbar zu einem Klassiker der argentinischen Literatur avancierte, bezieht sich Puig auf Hayworths Rolle der Dona Sol in König der Toreros (1941), die wie im Film auch dem Protagonisten des Romans als Femme fatale zum Verhängnis wird.
Das Filmdrama Die barfüßige Gräfin (1954) mit Ava Gardner in der Rolle einer spanischen Tänzerin, die zum gefeierten Hollywood-Star aufsteigt und einen Adeligen heiratet, basiert zum Teil auf Hayworths Leben. Ursprünglich war sogar Hayworth für die Titelrolle vorgesehen, die sie jedoch aufgrund der Parallelen zu ihrer eigenen Biografie ablehnte. Jahrzehnte später diente Hayworth neben Veronica Lake und Lauren Bacall auch als Inspiration für die als Femme fatale dargestellte Zeichentrickfigur Jessica Rabbit in Falsches Spiel mit Roger Rabbit (1988).
In dem Gefängnisfilm Die Verurteilten (1994), basierend auf der Stephen-King-Novelle Rita Hayworth and Shawshank Redemption, sehen sich die Insassen im Gefängniskino mit Vorliebe den Film Gilda an. Ein Pin-up-Poster von Rita Hayworth wird daraufhin zum Sinnbild der Erlösung des Protagonisten, gespielt von Tim Robbins, indem es einen dahinter liegenden Fluchttunnel verbirgt. Auch in anderen Filmen wurde Hayworth vor allem in der Rolle der Gilda Tribut gezollt. In David Lynchs Mulholland Drive – Straße der Finsternis (2001) nennt sich eine an Amnesie leidende Frau „Rita“, nachdem sie Hayworths Namen auf einem Gilda-Poster gelesen hat, und wird im Verlauf des Films zur Femme fatale.
In Notting Hill (1999) verkörpert Julia Roberts eine berühmte Schauspielerin, die an einer Stelle Hayworth mit den Worten „They go to bed with Gilda, they wake up with me.“ (dt.: „Sie gehen mit Gilda ins Bett, sie wachen mit mir auf.“) zitiert und damit auf ihr Image und dessen Auswirkungen auf ihr Liebesleben anspielt. In der französischen Krimikomödie 8 Frauen (2002) ist Fanny Ardants Gesangseinlage Hayworths Handschuh-Striptease in Gilda nachempfunden. Die im selben Film zunächst unscheinbare Isabelle Huppert trägt später ihr rotes Haar wie Hayworth und eine schulterfreie Robe mit großer Schleife, die ebenfalls auf Gilda bzw. Hayworth verweist.
In Michael Jackson’s This Is It (2009) ist Hayworth in einem Video zu dem Song Smooth Criminal zu sehen, in dem Michael Jackson durch Montage einen Handschuh auffängt, den Hayworth in der Rolle der Gilda ins Publikum wirft. Hayworth ist zudem eine der vielen legendären Hollywood-Ikonen, die in Madonnas Song Vogue erwähnt werden („Rita Hayworth gave good face“). Im Juni 2005 erschien das Album Get Behind Me Satan der Rockband The White Stripes, auf dem mindestens zwei Songs auf Hayworth verweisen. Der Song Take, Take, Take erzählt, wie ein Fan in einer Bar Hayworth erfolgreich um ein Autogramm und ein Foto bittet, sich aber in seiner Unersättlichkeit enttäuscht zeigt, als die Schauspielerin die Bar verlässt, ohne ihm noch einen Kuss oder gar eine Locke von ihrem Haar zu geben. White Moon wiederum beschreibt eine unerfüllte Sehnsucht nach einem Pin-up namens Rita, das ein unerreichbarer „Geist“ sei. Der Sänger und Gitarrist der Band, Jack White, gab an, dass Hayworth seine Inspirationsquelle beim Schreiben der Lieder für das Album gewesen sei. Ferner besitzt White eine Gitarre mit einem auf der Rückseite abgebildeten Porträt der Schauspielerin, die er für seine Auftritte mit den White Stripes benutzt.
Das erste Lied der im September 2021 veröffentlichten EP The Roadside von Billy Idol trägt den Titel Rita Hayworth.

## Filmografie
- 1934: Cruz Diablo (Auftritt nicht bestätigt)
- 1935: Die Peitsche der Pampas (Under the Pampas Moon)
- 1935: Charlie Chan in Ägypten (Charlie Chan in Egypt)
- 1935: Das Schiff des Satans (Dante’s Inferno)
- 1935: Paddy O’Day
- 1936: Gefährliche Fracht (Human Cargo)
- 1936: Meet Nero Wolfe
- 1936: Lady von Californien (Rebellion)
- 1937: Waffenschmuggel in Louisiana (Old Louisiana)
- 1937: Hit the Saddle
- 1937: Carmen in Texas (Trouble in Texas)
- 1937: Criminals of the Air
- 1937: Girls Can Play
- 1937: The Game That Kills
- 1937: Paid to Dance
- 1937: The Shadow
- 1938: Who Killed Gail Preston?
- 1938: Special Inspector
- 1938: There’s Always a Woman
- 1938: Convicted
- 1938: Juvenile Court
- 1938: The Renegade Ranger
- 1939: Homicide Bureau
- 1939: The Lone Wolf Spy Hunt
- 1939: S.O.S. Feuer an Bord (Only Angels Have Wings)
- 1940: Music in My Heart
- 1940: Blondie on a Budget
- 1940: Susan und der liebe Gott (Susan and God)
- 1940: The Lady in Question
- 1940: Angels Over Broadway
- 1941: Schönste der Stadt (The Strawberry Blonde)
- 1941: Der Herzensbrecher (Affectionately Yours)
- 1941: König der Toreros (Blood and Sand)
- 1941: Reich wirst du nie (You’ll Never Get Rich)
- 1942: Sechs Schicksale (Tales of Manhattan)
- 1942: Die Königin vom Broadway (My Gal Sal)
- 1942: Du warst nie berückender (You Were Never Lovelier)
- 1944: Es tanzt die Göttin (Cover Girl)
- 1945: Tonight and Every Night
- 1946: Gilda
- 1947: Eine Göttin auf Erden (Down to Earth)
- 1947: Die Lady von Shanghai (The Lady from Shanghai)
- 1948: Liebesnächte in Sevilla (The Loves of Carmen)
- 1952: Affäre in Trinidad (Affair in Trinidad)
- 1953: Salome
- 1953: Fegefeuer (Miss Sadie Thompson)
- 1957: Spiel mit dem Feuer (Fire Down Below)
- 1957: Pal Joey
- 1958: Getrennt von Tisch und Bett (Separate Tables)
- 1959: Sie kamen nach Cordura (They Came to Cordura)
- 1959: Sensation auf Seite 1 (The Story on Page One)
- 1962: Rendezvous in Madrid (The Happy Thieves)
- 1964: Circus-Welt (Circus World)
- 1965: Goldfalle (The Money Trap)
- 1966: Mohn ist auch eine Blume (The Poppy Is Also a Flower)
- 1967: Ich komme vom Ende der Welt (L’avventuriero)
- 1968: Der Bastard (I bastardi)
- 1970: Die Straße nach Salina (La Route de Salina)
- 1971: The Naked Zoo
- 1972: Zum Teufel mit Hosianna (The Wrath of God)

## Deutsche Synchronstimmen
Zu den Schauspielerinnen, die Rita Hayworth in den deutschen Synchronfassungen ihre Stimme geliehen haben, zählen:
- Monika Rasky – Charlie Chan in Ägypten
- Gisela Breiderhoff – S.O.S. Feuer an Bord
- Carin C. Tietze – Susan und der liebe Gott
- Dagmar Heller – Schönste der Stadt
- Viktoria Brams – Reich wirst du nie, Du warst nie berückender, Gilda (2. Synchronfassung von 1979)
- Til Klokow – König der Toreros, Gilda (1. Synchronfassung von 1949), Die Lady von Shanghai
- Ilse Werner – Die Königin vom Broadway
- Eleonore Noelle – Es tanzt die Göttin, Salome, Ich komme vom Ende der Welt
- Viola Sauer – Affäre in Trinidad
- Gisela Trowe – Fegefeuer, Spiel mit dem Feuer, Pal Joey, Sie kamen nach Cordura, Sensation auf Seite 1
- Tilly Lauenstein – Getrennt von Tisch und Bett, Rendezvous in Madrid, Circus-Welt, Goldfalle, Der Bastard, Zum Teufel mit Hosianna
- Inge Langen – Mohn ist auch eine Blume
- Ursula Traun – Die Straße nach Salina

## Radioauftritte (Auswahl)
Rita Hayworth wirkte von 1939 bis 1948 in einer Reihe von US-amerikanischen Hörspielproduktionen und Radioshows mit.
- 1939: The Lux Radio Theatre (Folge Only Angels Have Wings vom 29. Mai 1939)
- 1940: The Gulf Screen Guild Theatre (Folge Elmer the Great vom 14. April 1940)
- 1941: The Eddie Cantor Show (Folge It’s Time to Smile vom 8. Januar 1941)
- 1941: The Lux Radio Theatre (Folge Remember the Night vom 22. Dezember 1941)
- 1941: The Mercury Theater (Folge There Are Frenchmen and Frenchmen vom 29. Dezember 1941)
- 1942: The Lux Radio Theatre (Folge The Strawberry Blonde vom 23. März 1942)
- 1942: The Lux Radio Theatre (Folge Test Pilot vom 25. Mai 1942)
- 1942: Command Performance (Folge Rita Hayworth vom 27. Oktober 1942)
- 1942: The George Burns and Gracie Allen Show (Folge Gracie’s Dating Service vom 29. Dezember 1942)
- 1943: The Bob Hope Show (Folge From Palm Springs vom 5. Januar 1943)
- 1943: Command Performance (Folge Rita Hayworth vom 6. Februar 1943)
- 1943: The Lux Radio Theatre (Folge The Lady Has Plans vom 26. April 1943)
- 1944: The George Burns and Gracie Allen Show (Folge Keeping Rita Company vom 21. März 1944)
- 1944: The Lux Radio Theatre (Folge Break of Hearts vom 11. September 1944)
- 1945: The Charlie McCarthy Show (Folge The Auction vom 22. April 1945)
- 1945: The Jack Benny Show (Folge From San Francisco vom 20. Mai 1945)
- 1945: Command Performance (Folge Rita Hayworth vom 31. Mai 1945)
- 1945: G. I. Journal (Folge vom 13. Juli 1945)
- 1945: The Tommy Dorsey Show (Folge Rita Hayworth vom 15. Juli 1945)
- 1945: Command Performance (Folge Walter O’Keefe vom 9. August 1945)
- 1945: Command Performance (Folge Victory Extra vom 15. August 1945)
- 1946: The Charlie McCarthy Show (Folge Going to Dinner vom 20. Januar 1946)
- 1946: The Lux Radio Theatre (Folge This Love of Ours vom 4. Februar 1946)
- 1946: The Alan Young Show (Folge Smashed Fender vom 8. Februar 1946)
- 1946: The Alan Young Show (Folge Alan Visits Rita Hayworth vom 15. Februar 1946)
- 1946: Suspense (Folge Three Times Murder vom 3. Oktober 1946)
- 1948: Command Performance (Folge Sixth Anniversary Program vom 29. Mai 1948)
- 1948: The Woodbury Journal (Folge vom 17. Oktober 1948)

## Fernsehauftritte als Gaststar (Auswahl)
- 1953: Toast of the Town (mit Ed Sullivan, Folge vom 22. März 1953)
- 1971: The Carol Burnett Show (mit Carol Burnett, Folge vom 1. Februar 1971)
- 1971: The Merv Griffin Show (mit Merv Griffin, Folge vom 12. Juli 1971)
- 1971: The Tonight Show Starring Johnny Carson (mit Johnny Carson, Folge vom 4. August 1971)
- 1971: Rowan & Martin’s Laugh-In (Folge vom 27. September 1971)
- 1973: This Is Your Life (Folge Glenn Ford vom 18. Februar 1973)
- 1973: V.I.P.-Schaukel (mit Margret Dünser, Folge vom 28. November 1973)
- 1976: The Russell Harty Show (Folge vom 23. Januar 1976)

## Auszeichnungen
- 1954: Nominierung für den Laurel Award in der Kategorie Beste Hauptdarstellerin – Drama für Fegefeuer[74]
- 1960: Stern auf dem Hollywood Walk of Fame (1645 Vine Street)
- 1965: Nominierung für den Golden Globe in der Kategorie Beste Hauptdarstellerin – Drama für Circus-Welt
- 1977: National Screen Heritage Award für das Lebenswerk
- 1978: Valentino d’Oro für das Lebenswerk
- 1978: Miss Wonderful Award für das Lebenswerk
- 2009: AFI Dallas Star Award für das Lebenswerk (postum)

## Filmdokumentationen (Auswahl)
- Champagne Safari. Film über die zweite Hochzeitsreise von Rita Hayworth und Aly Khan, Regie: Jackson Leighter, USA 1951, 60 Minuten.
- Hollywood and the Stars: The Odyssey of Rita Hayworth. Regie: Al Ramrus, USA 1964, Wolper Productions, 30 Minuten.
- Rita Hayworth: Dancing Into the Dream. Regie: Arthur Barron, USA 1990, King Arthur Productions, 60 Minuten.
- Orson Welles and Rita Hayworth. Regie: Laurent Preyale, Frankreich 2000, Striana Productions, 26 Minuten.
- Rita. Regie: Elaina Archer, USA 2003, Turner Classic Movies, 59 Minuten.